# Моисеев, Николай Дмитриевич (танкист)
Николай Дмитриевич Моисеев (29 декабря 1916 года, станция Сельцо, Орловская область — ?) — советский офицер, участник Великой Отечественной войны, мастер танкового боя.

## Биография
Родился в 1916 году.
В РККА с 5 мая 1937 года. Участник советско-финской войны. На фронтах Великой Отечественной войны с 22 июня 1941 года. Член ВКП(б).
23 сентября 1941 года командир тяжёлого танка 1-го танкового полка 1-й танковой бригады техник-интендант 2-го ранга Н. Д. Моисеев не менее 10 раз водил свой танк в атаки против немецких частей. В танковом бою за деревню Штеповка Штеповского района Сумской области экипаж Н. Д. Моисеева уничтожил 2 средних немецких танка и 5 противотанковых орудий. Прорвав линию обороны немецких подразделений, танкисты зашли с тыла и решили исход боя: части вермахта отошли, бросив на поле боя около 5 транспортных машин с боеприпасами и военным имуществом. Награждён орденом Красной Звезды (7 декабря 1941). В этом бою был ранен.
Повторно ранен 21 декабря 1941 года на Курском направлении, третье ранение получил 27 марта 1942 года на Харьковском направлении.
24 марта в районе села Рубежное Харьковской области танковая рота старшего лейтенанта Н. Д. Моисеева отражала танковую атаку противника. Советские танкисты стремительно контратаковали, подбив 9 танков и уничтожив до батальона пехоты противника. В этом бою экипаж Н. Д. Моисеева записал на свой боевой счёт 3 танка. Спустя сутки, 26 марта, советские танкисты перешли в наступление. В бою за укреплённый пункт Замулевка Харьковской области противник оборонялся при поддержке танков. Разбив танковую контратаку, рота старшего лейтенанта Н. Д. Моисеева ворвалась в село и овладела им. 2 из 5 танков противника подбил экипаж командира роты Моисеева.
По оценке командира 1-го отдельного танкового батальона 6-й гвардейской танковой бригады майора Карпова, «тов. Моисеев умело руководит боевыми операциями своего подразделения. Героически ведёт себя в атаках. Своим бесстрашием и геройством воодушевляет на подвиги экипажи своей роты. Много работает с личным составом по вопросу сбережения материальной части и изучения опыта проведённых боёв. Воспитал личный состав роты в духе беззаветной преданности своей Родине.» Представлен командование к званию Героя Советского Союза, однако решением Военного совета 38-й армии был награждён орденом Ленина (11 июня 1942).
Всего по состоянию на июль 1942 год на боевом счету Н. Д. Моисеева — 31 подбитый и уничтоженный танк противника, а также 29 орудий и 24 пулемёта. В июле 1942 года 6-я гвардейская танковая бригада переведена с Юго-Западного фронта на переформирование в Сталинград, с одновременной передачей Сталинградском фронту.
6 августа 1942 года после авианалёта батальон немецкой мотопехоты при поддержке 70-ти танков и 25-ти орудий 14-й танковой дивизии заняли разъезд 74-й километр в районе станции Абганерово Сталинградской области. Танковому батальону 6-й гвардейской танковой бригады была поставлена задача выбить противника с занятого им разъезда.
После того как командир батальона гвардии майор Дьяконенко был ранен, командование батальоном взял на себя гвардии капитан Н. Д. Моисеев: «Смелый, инициативный и решительный командир. В совершенстве владеет ведением танкового боя.» Противник оставил в разъезде свыше 30-ти танков, 14 орудий, 9 автомашин с военными грузами и до батальона пехоты. При этом собственные потери советских танкистов составили 12 танков сгоревшими и 3 — подбитыми. Награждён орденом Красного Знамени (9 декабря 1942). Также за этот бой лейтенанту Н. Р. Андрееву было присвоено звание Героя Советского Союза.
В боях 6-я гвардейская танковая бригада потеряла все свои танки. В ночь на 13 октября 1942 года полковник М. Н. Кричман передал последнюю уцелевшую машину соседней танковой бригаде. В бригаде было выбито 80 % мотострелкового батальона и почти все командиры рот, однако уцелело большинство командиров танков, которые составили её костяк. После перевооружения (в Николаевке было получено 12 КВ, 14 Т-34 и 20 Т-60, десяток тягачей и полуторки) и пополнения (выпускники Казанского танкового училища и около 100 астраханских рабочих) 6-я гвардейская танковая бригада участвовала в боях под Сянциком, отходила к Дед Хулсуну. Позднее в составе 28-й армии бригада дошла до Ростова-на-Дону, сражалась на северном берегу Азовского моря, под Таганрогом, в боях на реке Молочной и Перекопе, принимала участие в штурме Севастополя.
13 апреля 1944 года 6-я гвардейская танковая бригада вместе со стрелковыми частями и 19-м танковым корпусом вошла в Симферополь. 16 апреля танкисты наступали в полосе 2-й гвардейской армии и вышли к реке Бельбек, где были остановлены упорным сопротивлением врага. В этом бою бригада потеряла значительное количество танков и была сведена в один батальон под командованием гвардии майора Н. Д. Моисеева.
Приказом НКО СССР от 28 августа 1944 года 6-я отдельная гвардейская танковая Сивашская Краснознамённая бригада была переформирована в Гвардейское Сивашское Краснознамённое танковое училище, с местом дислокации город Никополь, Харьковский военный округ. Гвардии майор Н. Д. Моисеев продолжил службу в этом училище командиром батальона курсантов.

## Награды
- орден Ленина приказ ВС Юго-Западного фронта № 74/н от 11.06.1942 (представлялся к званию Герой Советского Союза)[4];
- орден Красного Знамени приказ ВС Сталинградского фронта № 118/н от 09.12.1942[3];
- орден Суворова III степени приказ ВС 4-го Украинского фронта № 123/н от 03.05.1944[9];
- орден Отечественной войны I степени (06.04.1985)[10];
- два ордена Красной Звезды приказ ВС Юго-Западного фронта № 7/н от 07.12.1941[2], указ ПВС СССР от 30.12.1956[11];
- медаль «За боевые заслуги» (06.11.1947)[11];
- медаль «За оборону Сталинграда»[12]
- медаль «За победу над Германией в Великой Отечественной войне 1941-1945 гг.»[13]